# Менцель, Рудольфина
Рудольфи́на Ме́нцель (нем. Rudolphina Menzel, ивр. רודולפינה מנצל‎, урождённая Вальтух (нем. Waltuch); 1 марта 1891, Вена, Австро-Венгрия — 7 мая 1973, Хайфа, Израиль) — кинолог, заводчица и дрессировщица, специалистка по поведению собак. Основательница еврейского и израильского собаководства, создательница породы «ханаанская собака», автор новаторской методики дрессировки служебных собак, принятой австрийской полицией и сионистской военной организацией Хагана. Ассоциированный профессор и директор Института этологии в Тель-Авивском университете (с 1962 года).
В сотрудничестве с мужем Рудольфом Менцелем в 1920—1930-х годах в Австрии разводила, дрессировала и исследовала собак породы боксёр. Поддерживала отношения с ведущими кинологами Европы и считалась авторитетным специалистом. По разработанной ею методике готовили служебных собак для полиции и армии Австрии и Германии. После аншлюса эмигрировала в подмандатную Палестину, где занималась дрессировкой собак, популяризацией и организацией чистопородного и служебного собаководства, исследованием местных диких собак. Вела многочисленные курсы по подготовке дрессировщиков и кинологов. Поставляла минно-разыскных собак британской армии в период Североафриканской кампании. Обучала боевых собак разных специализаций для Хаганы в ходе подготовки и во время Арабо-израильской войны. В Государстве Израиль в 1950—1960-х годах обучала собак-поводырей для слепых и слабовидящих. В 1950-е годы на основе диких палестинских собак создала национальную породу собак Израиля — ханаанскую собаку — и обеспечила её международное признание. Автор книг, научных и популярных статей по различным вопросам кинологии.

## Биография

### Ранние годы
Родилась в Вене в состоятельной еврейской семье успешного биржевого брокера Иосифа Вальтуха (1859, Гусятин — 1944, Нью-Йорк) и его жены Эстер (в девичестве Баар, 1861—1895), была младшей из четверых детей. Потеряв мать в 4-летнем возрасте, Рудольфина росла с нелюбимой мачехой: через год после смерти первой жены отец женился на Софии Фенстер (1866—1947), в семье родились ещё двое детей. В юности Рудольфина узнала об идеях Теодора Герцля и стала убеждённой сторонницей сионизма. Изучала иврит. Позднее познакомилась с социал-демократическими кругами Вены и даже обдумывала карьеру в Социал-демократической рабочей партии, но идея сионизма привлекала сильнее. В студенческие годы состояла в студенческой сионистской ассоциации Verein Zionistischer Hochschüler Theodor Herzl и стала одной из основательниц венского отделения молодёжного сионистского движения Blau-Weiss.
Изучала химию и естественные науки в Высшей технической школе, затем, с 1909 года, проходила докторат на факультете естественных наук Венского университета. В 1914 году защитила диссертацию «О характеристике пентозы мочи» (нем. Über Charakterisierung der Harnpentose) и получила степень доктора по химии.
26 сентября 1915 года вышла замуж за врача Рудольфа Менцеля из Теплице (9 августа 1889 — 1 августа 1970), с которым познакомилась в университетском сионистском клубе. До конца Первой мировой войны супруги жили порознь: пока Рудольф служил военным врачом, Рудольфина работала в Венском институте исследования рака, затем руководила химической лабораторией крупного завода.

### Питомник и школа в Линце
После окончания войны пара поселилась в Линце. Семья была обеспечена финансово: медицинская практика Рудольфа была успешной. Рудольфина занималась партийными и общественными делами и вскоре получила должность председателя Ассоциации школ района, уделяя много времени популяризации сионизма в местном еврейском сообществе.

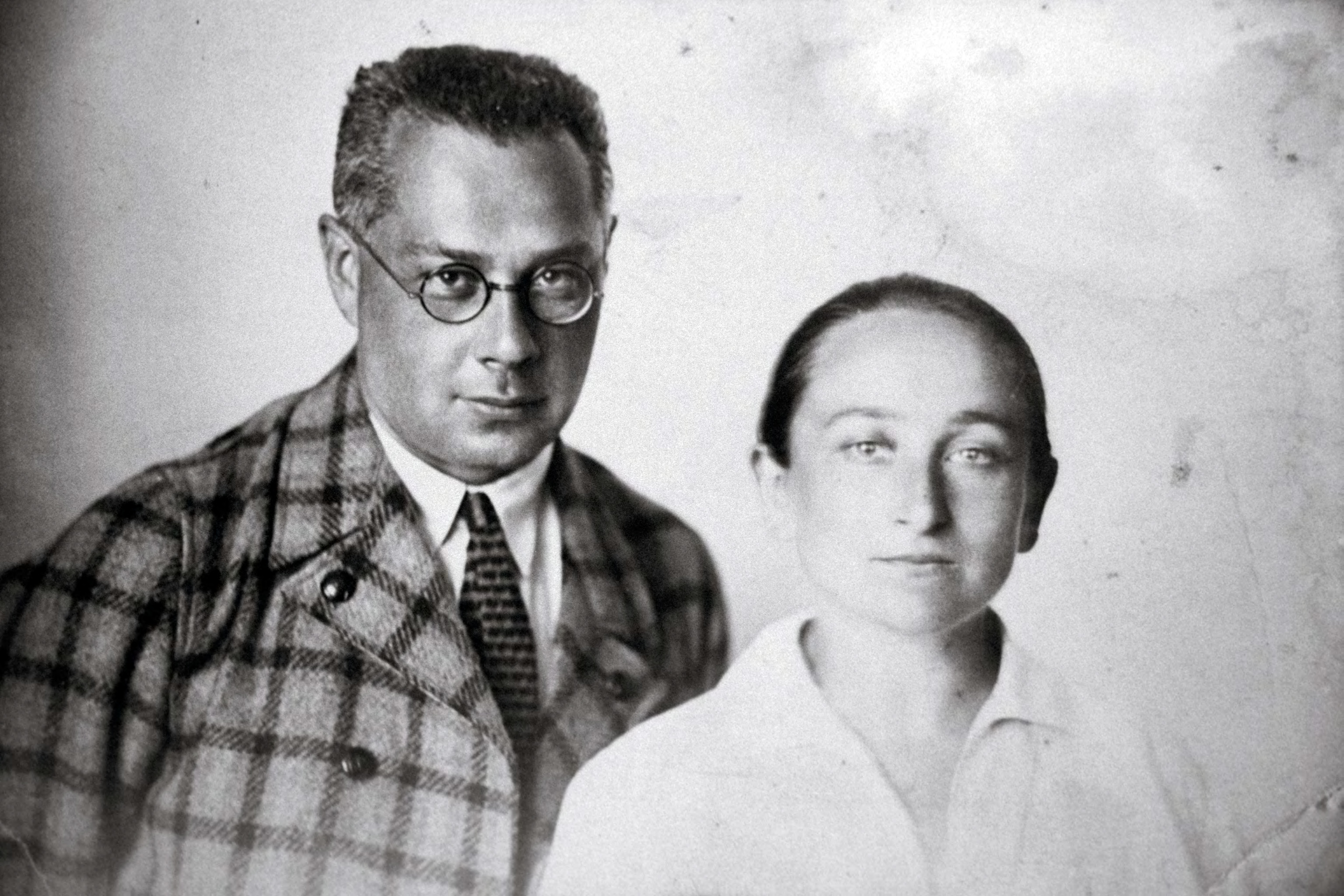
Рудольф и Рудольфина Менцель, 1920-е

При помощи друга семьи, ветеринара и известного заводчика доберман-пинчеров Йозефа Бодингбауэра Менцели обзавелись щенком боксёра тигровой масти. С детства любившая собак, но не имевшая возможности держать питомца в богатых апартаментах в Вене, неопытная Рудольфина воспитывала собаку, опираясь на книгу Конрада Моста, чьи подходы к дрессировке основывались на теории оперантного обусловливания и включали жёсткие средства принуждения, такие как хлыст, удавка и ошейник с шипами. Впоследствии Рудольфина отказалась от карательных методов Моста и считала наказания контрпродуктивными. Обучив идеально послушную собаку, Менцель решила заниматься кинологией профессионально. Чтобы обустроить питомник, в 1922 году Менцели купили дом с большим двором в посёлке Кляйнмюнхен недалеко от Линца. Большую помощь в организации работы питомника Рудольфине оказал Эмиль Хаук, венский ветеринар, известный заводчик бультерьеров и австрийских пинчеров и куратор племенной работы Австро-Венгерской ассоциации полицейских собак. Рудольфина приобрела несколько отличных сук, поголовье породистых боксёров в питомнике росло и временами достигало 60.
Менцель разводила, выращивала, обучала и продавала собак, занималась научными исследованиями в сфере развивавшейся кинологии. Разработала новаторскую методику дрессировки собак, пользующуюся авторитетом во всём мире. В 1928 году опубликовала руководство для специалистов по дрессировке, позднее переведённое на многие языки. В конце 1920-х годов много ездила по Европе с лекциями об обучении и тестировании служебных собак и пользовалась репутацией одного из ведущих европейских кинологов, специализирующихся на поведении собак.
На протяжении 16 лет работы питомника Менцель наблюдала и фиксировала развитие и поведение сотен боксёров от рождения до взросления, чтобы узнать, какие поведенческие черты были наследуемыми, а какие формировались под воздействием окружающей среды. Изучала физиологию, исследовала их перцептивные и когнитивные особенности. Применив к результатам наблюдений типологию высшей нервной деятельности И. П. Павлова и периодизацию возрастного развития З. Фрейда, первой постулировала сравнительный онтогенез детей и щенков. Разработала методику тестирования характера и рабочих качеств щенков и молодых собак, позволяющую предсказать их служебные перспективы. Определила, что собаки способны различать индивидуальные запахи людей в разных условиях, опубликовала знаковый труд об обонянии собак и придумала оригинальный метод обучения поиску по запаху. Частыми гостями в Кляйнмюнхене были Конрад Мост, Эмиль Хаук, этолог Конрад Лоренц, а с И. П. Павловым Менцели состояли в переписке.
Применяя выработанные ею методики разведения, тестирования и дрессировки, Менцель создала выдающуюся линию боксёров, отличающихся послушанием, силой, смелостью и хорошим чутьём. «Линцские боксёры» были востребованы австрийской, швейцарской и немецкой полицией и военными. Менцель стала авторитетным экспертом-консультантом в силовых ведомствах, читала лекции о дрессировке служебных собак, обучала инструкторов. В школах по подготовке полицейских собак с конца XIX века распространилась практика учить их командам на иностранном языке, чтобы чужие не могли ими управлять. Сионистка Менцель обучала своих боксёров командам на иврите, поскольку с самого начала одной из основных задач считала выращивание собак для защиты ишува — еврейского населения в Палестине, куда она отправила нескольких своих воспитанников. Выращенные и обученные Менцель «ивритоязычные» собаки служили в австрийской и немецкой полиции и германской армии. Нацистские газеты позднее писали: «Инструкторы-сионисты заставили собак слушаться только евреев».

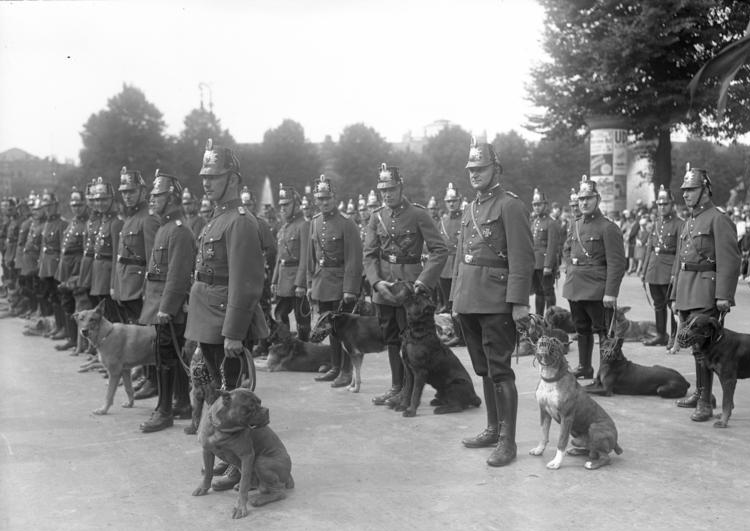
Собаки полиции Германии, май 1931

В 1934 году, через год после прихода к власти Гитлера, Менцель перестала работать на Германию, хотя кинологические подразделения немецкой полиции и вермахта продолжали использовать разработанную Менцель методику дрессировки, а подготовленные ею собаки оставались на службе. В интервью в начале 1960-х Рудольфина призналась, что очень страдала, зная, что обученные ею собаки использовались для травли евреев.
В 1930-е годы Менцель состояла в австрийском и немецком советах по изучению собак, была судьёй Международной кинологической федерации по экстерьеру и дрессировке на кинологических выставках и соревнованиях. Менцели представляли Австрию на III Международном кинологическом конгрессе в 1935 году в Германии и IV конгрессе в 1937 году в Париже.
Аншлюс стал для Менцелей ударом и началом краха их жизни в Австрии. Их паспорта конфисковали, Рудольф был ненадолго арестован, в доме провели обыск. На заборе их дома повесили табличку «еврейский бизнес», местной бойне запретили продавать Менцелям корм для собак, а в мае 1938 года вообще запретили содержать собак в имении и приказали немедленно закрыть «еврейский питомник». Менцелям удалось распродать и раздать собак и часть имущества и отправить в Палестину книги, бумаги, пишущие машинки и немного мебели. По поддельным документам, которые для них выправил старый друг по кинологической ассоциации, высокопоставленный чиновник министерства иностранных дел Венгрии, в августе 1938 года Менцели бежали из Австрии, взяв с собой пару любимых боксёров.

### В Палестине
Связи Менцелей с еврейскими поселенцами в Палестине начались задолго до эмиграции. В питомник в Линце приезжали сионисты-пионеры перед переездом, чтобы купить и привезти с собой в Палестину обученных чистокровных собак. В середине 1920-х Рудольфина в письмах лидерам поселенческого движения предлагала помощь в дрессировке. Её предложения воспринимались скептически, но в 1932 году Ицхак Бен Цви, в то время председатель Национального совета и активист Хаганы, пригласил Менцель в Палестину дрессировать охранных собак. Она не могла оставить свою деятельность в Европе и отказалась, но приняла двух членов Хаганы в свою школу на стажировку. В 1934 году по приглашению Яакова Пата Менцель в течение трёх месяцев проводила в Тель-Монде, Ягуре и Микве-Исраэль курсы по дрессировке для проводников охранных собак — членов Хаганы и прочитала лекцию о пользе служебных собак для широкой аудитории. С началом арабского восстания лидеры ишува на опыте убедились в достоинствах обученных сторожевых собак, Еврейское агентство в Палестине настаивало на скорейшем приезде Рудольфины как минимум на год. Менцели смогли приехать в Палестину лишь на два месяца весной 1937 года: Рудольфина спешно заканчивала свои многолетние исследования, а Рудольф не мог оставить врачебную практику. Они провели интенсивные курсы по подготовке кинологов-дрессировщиков и проводников, презентации по психологии животных в Еврейском университете, а также несколько публичных лекций.

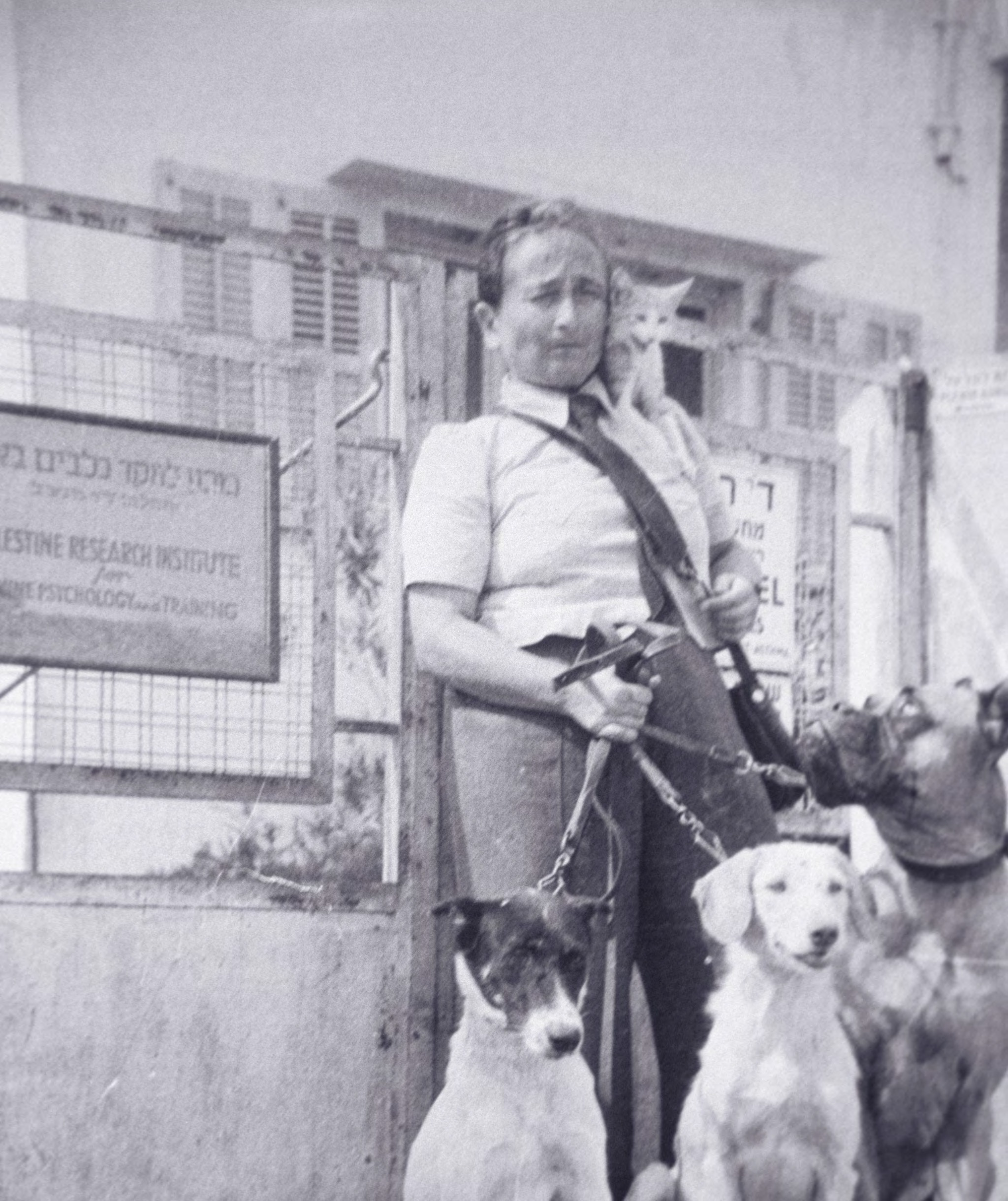
Рудольфина Менцель у Института по изучению психологии собак и дрессировке, 1939

Покинув Австрию в августе 1938 года, Менцели прибыли в Хайфу осенью, накануне Рош ха-Шана. В Кирьят-Моцкине, недавно построенном пригороде Хайфы, для них нашли маленький дом с участком, достаточным для размещения нескольких вольеров и тренировочной площадки. Здесь Рудольфина основала Палестинский институт по изучению психологии собак и дрессировке. Деятельность института включала два направления: одно было нацелено на практические вопросы племенного собаководства и дрессировки, другое охватывало научные исследования и изучение собак.
Собак для дрессировки у неё не было, и Рудольфина организовала бесплатный курс дрессировки сторожевых собак. Она ездила по поселениям с лекциями, рассылала приглашения на тестирование и к концу 1939 года провела 235 тестов. Обучая собак, Менцель обнаружила, что европейские породы, с которыми она привыкла работать, — немецкие овчарки, боксёры, доберманы — плохо переносят жаркий климат Палестины, и это отрицательно сказывается на их способности работать. Кроме того, они не обладали устойчивостью к местным болезням и паразитам. Тогда она решила использовать местных диких собак (парий), на которых обратила внимание во время первой поездки в Палестину. С большим трудом Менцели отловили несколько собак на мусорной свалке на окраине Тель-Авива. Оказалось, что они вполне приспособлены к местным условиям, мало едят, имеют хорошее чутьё, и некоторые из них обладают подходящими для обучения темпераментом и способностями. Впрочем, позднее Менцель отказалась от использования собак-парий в качестве служебных: выяснилось, что породистые собаки, рождённые в Палестине, адаптируются к климату гораздо лучше их европейских сородичей; она приспособилась дрессировать их по ночам, когда прохладнее; со временем улучшилась ситуация с болезнями и появилось понимание, как ухаживать за собаками в условиях пустыни. К тому же еврейское население не слишком охотно работало с собаками, которых ассоциировали со свалками и бедуинами. Со временем поголовье собак пополнилось и потомством от вывезенной из Австрии пары боксёров.
Начиная кинологическую деятельность в Австрии, Менцель видела своей миссией обучение сторожевых собак для ишува.
С момента вступления в силу Британского мандата власти запретили населению подмандатных территорий владеть оружием. Еврейские поселенцы были лишены возможности защищаться от нападений арабов. Обученные Менцель сторожевые собаки, которых Институт по изучению психологии собак продавал или сдавал в аренду для охраны кибуцев, стали единственным средством защиты. Как утверждалось, отобранные и обученные собаки обнаруживали приближение чужих на расстоянии до 2 км, и, якобы, уверенно отличали евреев от арабов по запаху.
Помимо сторожевой службы, наиболее важными задачами Института Менцель полагала обучение собак для работы со скотом, передачи сообщений и поиска мин. Новаторскую методику обучения поиску мин Менцель разработала ещё в Европе. Обученная по этому методу собака ориентировалась не на запах металла, а на запах грунта, вынутого из более глубоких слоёв — единственный способ, пригодный для обнаружения мин в пластмассовых корпусах. При поиске собака шла перед инструктором на 12-метровом поводе и не раскапывала найденную мину, а лишь указывала на неё. Метод Менцель был серьёзным научным достижением и получил мировую известность. Эти направления дрессировки оказались востребованными, когда Институт стал поставлять минно-разыскных собак британской армии, а после окончания Второй мировой войны — для Хаганы. Одновременно с этой деятельностью Менцель занималась созданием кинологических структур Палестины и популяризацией собаководства, а также неоднократно лично со своими собаками помогала палестинской полиции выслеживать преступников.
После того как в 1946 году британские ищейки обнаружили тайные склады оружия Хаганы в Дороте и Рухаме, Хагана обратилась к Менцель за советом, как защитить тайники от разыскных собак. Она провела подпольные курсы для деятелей Хаганы об обонянии собак. По её совету подпольщики стали делать тайники без вынимания земли, строить ложные тайники и маскировать запах пороха, так что британцы утратили возможность эффективно искать секретные арсеналы.
В ноябре 1947 года Хагана начала закладывать основу для специального кинологического подразделения, планируя его интеграцию в будущую армию нового государства. Менцель разъезжала по всей стране, тестируя и отбирая собак с нужными данными, которых отвозили в Кирьят-Моцкин или на станции дрессировки собак в Тель-Авиве и Иерусалиме. 1 марта 1948 года в Кирьят-Хаиме открылось кинологическое подразделение Хаганы. Ожидалось, что руководить подразделением будет Менцель, как высший кинологический авторитет страны. Однако в итоге руководителем был назначен один из слушателей её курсов в 1937 году Авраам Зирлин, имевший опыт боевых действий, а 57-летней Рудольфине была предложена консультативная должность на половину ставки.
Когда в 1948 году была создана Армия обороны Израиля (ЦАХАЛ), Менцель оставила военную службу.
Кинологическое подразделение ЦАХАЛ действовало до 1954 года. В 1974 году кинологическая служба вооружённых сил была воссоздана как боевая часть специального назначения под командованием штаба пехотного корпуса и впоследствии получила название «Окец». В подразделении продолжают применяться методы дрессировки, внедрённые Рудольфиной Менцель.

### В Государстве Израиль

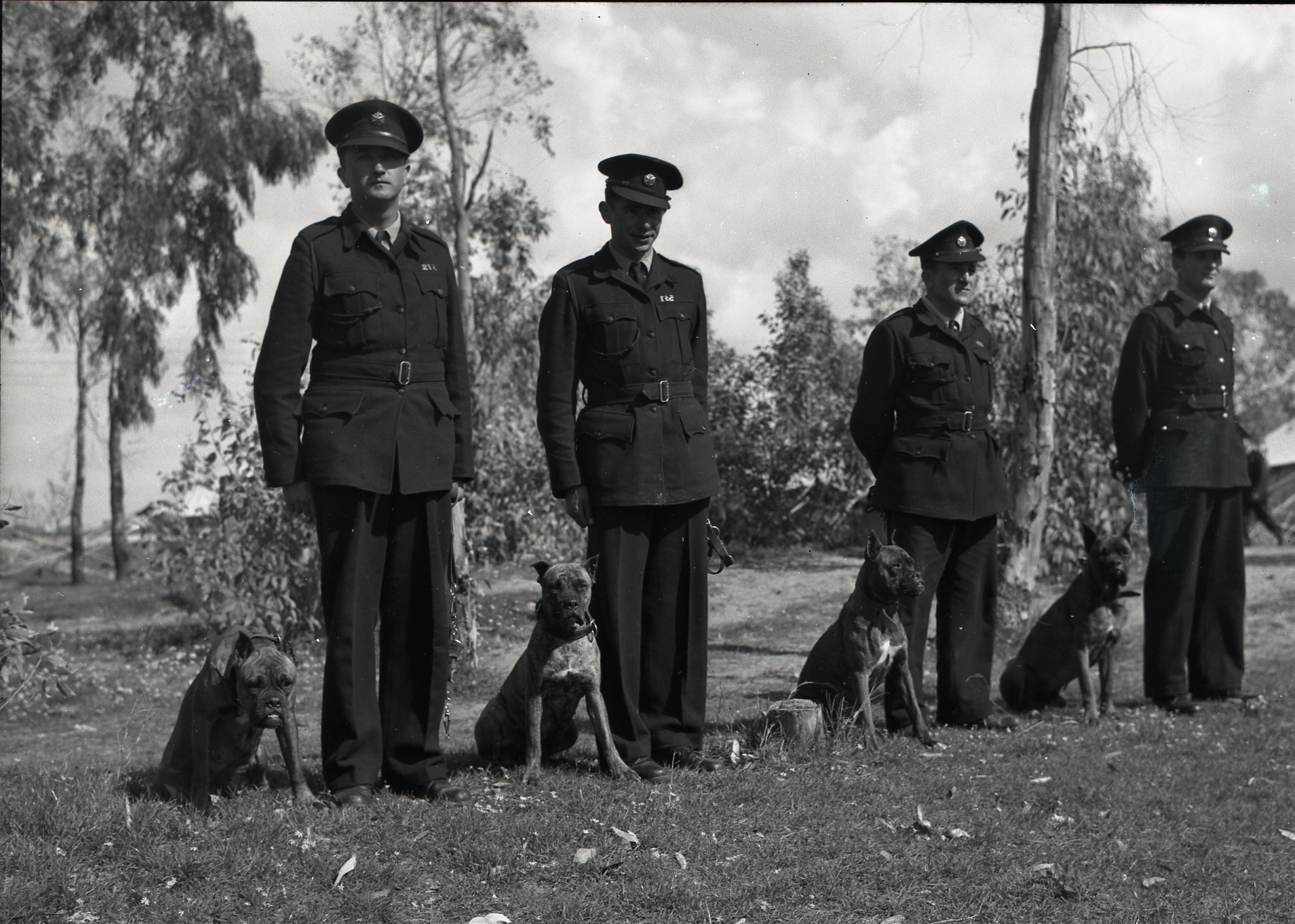
Боксёры в полиции Израиля.
Фото Ротенберг, Бено, 1949

Некоторое время после Войны за независимость Израиля Менцель занималась более общими вопросами собаководства, включая использование собак в сельском хозяйстве и ветеринарию. Институт по изучению психологии собак и дрессировке в Кирьят-Моцкине, несмотря на все усилия, был официально закрыт из-за финансовых трудностей в 1949 году, а его функции и собаки были переданы кинологическим службам армии и полиции.
В начале 1950-х Менцель, первой на Ближнем Востоке, стала обучать собак-поводырей для владельцев со слабым зрением и слепых, в первую очередь потерявших зрение в военных действиях. В Кирьят-Хаиме она основала Израильский институт ориентации и мобильности слепых, работавший до 1970 года, и разработала пятимесячную программу подготовки. Институт содержался за счёт средств Министерства обороны, Министерства благосостояния и Ассоциации слепых, а также за счёт пожертвований. Из-за границы Рудольфине прислали чистопородного племенного лабрадора, положившего начало специальному питомнику лабрадоров, где разводили и отбирали собак-поводырей.
Менцель не только искала, тестировала и дрессировала собак, но и учила слепых людей жить с собаками, ухаживать за ними и обучать их новым командам. Её работа со слепыми вызвала такой интерес, что в 1963 году Менцель получила грант правительства США на многолетнее исследование, итоговый отчёт о котором был опубликован в 1969 году. Наряду с этой работой она продолжала исследования местных собак-парий и занималась созданием израильской национальной породы — ханаанской собаки. В деятельности клубов собаководства в Израиле Менцели активно участвовали до конца жизни.
В 1962 году Менцель была назначена ассоциированным профессором и директором Института этологии в Тель-Авивском университете, где преподавала психологию животных.
В 1966 году за выдающийся вклад в сионистское движение имя Рудольфины Менцель было внесено в Золотую книгу Еврейского национального фонда.
После смерти мужа в 1970 году Менцель покинула дом в Кирьят-Моцкине и поселилась в доме престарелых Бней-Брит на горе Кармель. Умерла 7 мая 1973 года, похоронена в Хайфе.
Архив Рудольфины Менцель, включающий сотни папок с письмами, дневниками и статьями, хранится в Центральном сионистском архиве в Иерусалиме.

### Личные качества и семейная жизнь
О Менцель говорили как об очень энергичной, темпераментной и властной женщине. Одни коллеги её любили и находили харизматичной, целеустремлённой и талантливой, другие считали излишне жёсткой, импульсивной и вспыльчивой. Работать с ней было непросто, она много требовала от подчинённых. Яркая личность и интересный собеседник, Менцель была прекрасным лектором даже в преклонном возрасте, говорила ясно и точно, преподносила актуальную информацию и приправляла выступления юмором и анекдотами. Однако на иврите говорила с сильным немецким акцентом и часто вставляла немецкие слова, так что некоторые понимали её с трудом.

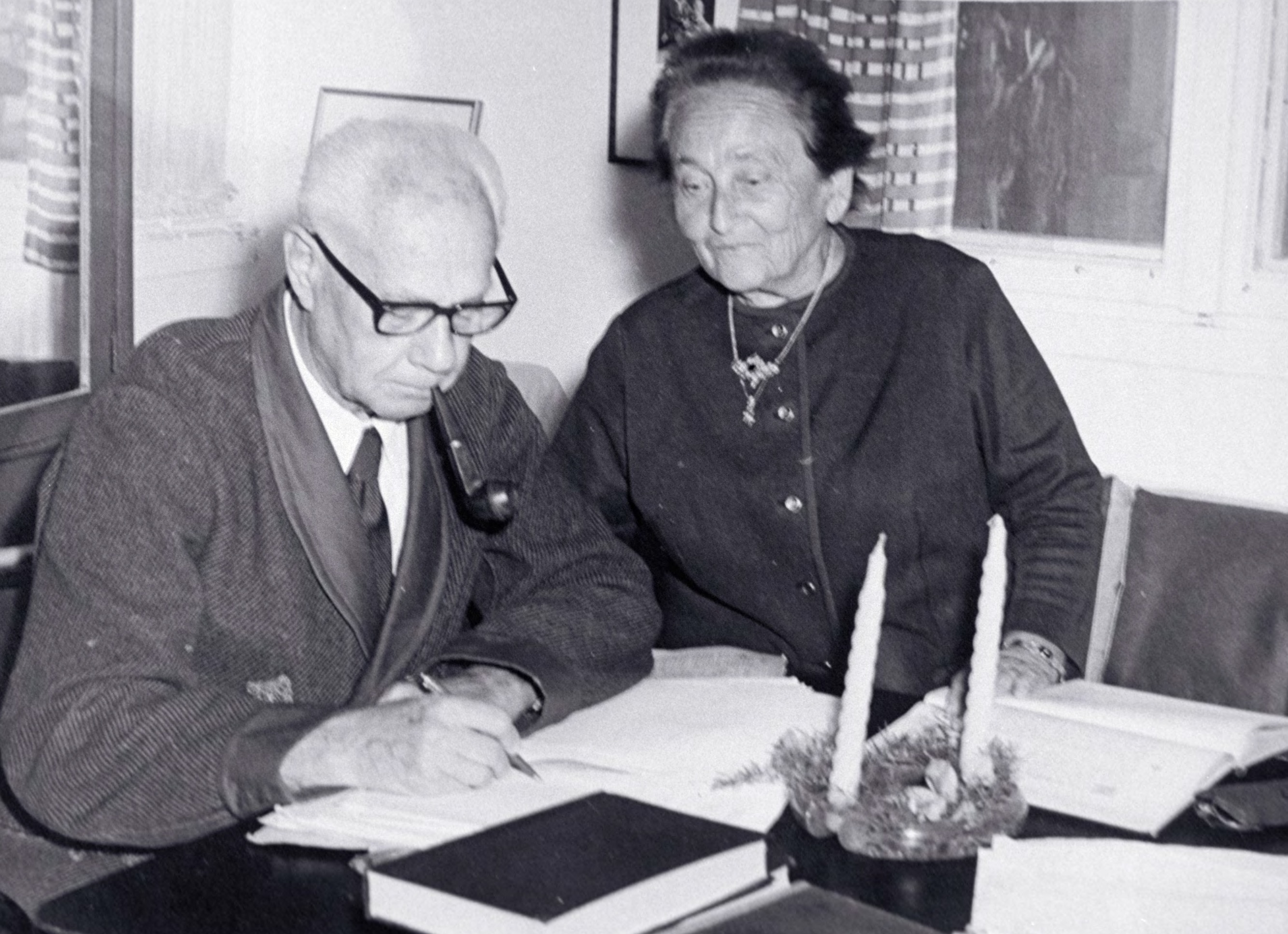
Рудольф и Рудольфина Менцель, 1960-е

Супруги Менцель составляли контраст как внешне, так и по характеру. Рудольф (Руди) был высоким и стройным, даже долговязым, а Рудольфина (Дольфи), при 150 см роста, с возрастом становилась всё круглее. Он был тихим и методичным, она — харизматичной и неорганизованной. Рудольф жену очень любил, восхищался ею, всячески поддерживал и защищал. Будучи успешным врачом, он помогал её исследованиям финансово. У пары сложился особый способ сотрудничества. Рудольф был занят своей врачебной практикой в Линце, в Палестине и Израиле работал врачом, а позднее руководителем медицинской части на нефтеперерабатывающем заводе в Хайфе, поэтому основную часть практической работы в питомнике и Институте, как и запись наблюдений, делала Рудольфина. Она генерировала идеи, формулировала проблему, разрабатывала программу и придумывала методы исследований, собирала данные. Рудольф умел неторопливо и тщательно обрабатывать и приводить в порядок её результаты и формулировать её выводы ясным языком. Ему было проще, чем супруге, общаться с людьми и находить компромиссы.
Детей у Менцелей не было.

### Память
Именем Рудольфины Менцель в 2016 году названа улица в районе Пихлинг в Линце. История её жизни включена в детскую книгу Шохама Смита о 50 легендарных женщинах Израиля, вышедшую в 2019 году.

## Собаки для британской армии
Во время Североафриканской кампании британская армия испытывала нужду в минно-разыскных собаках. Немецкие войска устанавливали множество мин, а имевшиеся собаки были задействованы на фронтах в Европе. В июне 1942 года на совещании британских высших офицеров и Департамента ветеринарной службы Британского мандата, ответственного за животных на территории Палестины, было принято решение как можно скорее приобрести и подготовить достаточное количество собак. За помощью обратились к
Рудольфине Менцель, зная, что она обучает собак разыскивать мины и у неё есть свой эффективный метод. Для взаимодействия с ней назначили специального офицера, полковника Ньюмана Роджера.
Менцель консультировалась с Моше Чертоком, и тот одобрил поставку со словами: 

Это наша война. Дайте англичанам наших собак и наши методы дрессировки — всё, что они просят, — как будто Белой книги не существует. В настоящее время мы — товарищи по оружию против Гитлера.Оригинальный текст (англ.)This is our war. Give the English our dogs and our training methods — whatever they ask for — as though the White Paper does not exist. At the present time, we are comrades in arms against Hitler.
Чтобы обеспечить поставки для британской армии, Менцель расширила разведение, но этого было недостаточно. Она дала объявление в прессе с просьбой пожертвовать собак для участия в боевых действиях, и это сработало: несмотря на то, что британцы не пользовались симпатией ишува, многие хотели оказать содействие в борьбе с нацизмом. Дом Менцелей в Кирьят-Моцкине стал «центром вербовки», куда горожане и поселенцы привозили собак. Ощущение причастности к общему делу подкрепляла газета Palestine Post, которая публиковала материалы о достоинствах и фронтовых успехах собак-миноискателей.
Первая партия ищеек была отправлена в британское кинологическое подразделение, располагавшееся в пригороде Каира Алмазе, 10 июля 1942 года, из 60 собак 22 были полностью готовы к службе, а остальные продолжали тренировки. К началу 1943 года 3-я ремонтная эскадрилья британской армии ежемесячно доставляла в Алмазу десятки собак, которых в дальнейшем развозили по всей территории Северной Африки. В общей сложности Менцель отправила в армию более 400 (по утверждению самой Менцель — 1940) обученных боксёров и эльзасских овчарок (сейчас их называют немецкими).
Поставки собак британской армии осуществлялись с условием, что их никогда не будут использовать в Палестине против евреев. Британцы сдержали обещание: после войны для преследования членов Хаганы и Иргуна и розыска их тайников с оружием они привозили обученных собак из Европы и Южной Африки.

## Собаки для Хаганы
В середине 1940-х отношения британцев с ишувом продолжили ухудшаться. Стала ясна неизбежность скорого окончания британского мандата и предстоящей войны с арабами. Лидеры ишува готовились к войне небольшими группами на близком расстоянии в тактике «нападай и беги». Моше Даян попросил Менцель перенести акцент в обучении собак и подготовке инструкторов с охраны и защиты поселений на выполнение военных задач. Боевых собак обучали втайне от британцев, под прикрытием Ассоциации любителей собак. На базе Института по изучению психологии собак фактически действовало кинологическое подразделение Хаганы.
Менцель готовила собак для работы в тяжёлых условиях — в холмистой и каменистой местности, при переменчивом пустынном ветре, на песчаной почве, в подлеске и зарослях кактусов, в присутствии диких собак, кошек и шакалов, во время артобстрелов. Патрульных собак учили предупреждать проводника о засаде: способность собаки заметить приближающегося врага или засаду не сравнима с человеческой, одна собака в карауле может заменить четверых бойцов. Собаки, наученные бегать между стационарной и движущейся точками, использовались для доставки сообщений и подноски боеприпасов и медикаментов. Записки с сообщениями крепили к ошейникам, на спинах собаки несли специальные сумки, в которые можно было сложить до 6 кг груза. Расстояние до 1 км посыльные собаки пробегали за 2 минуты, по запаховому следу они могли работать на расстоянии до 5 км. Опытные собаки могли разыскивать раненых и приводить к ним помощь. Для обезвреживания мин, которые арабы устанавливали во множестве, были нужны собаки-сапёры. Наконец, позаимствовав идею у Советской армии, собак с посредственными способностями в Институте обучали на противотанковых собак-камикадзе.

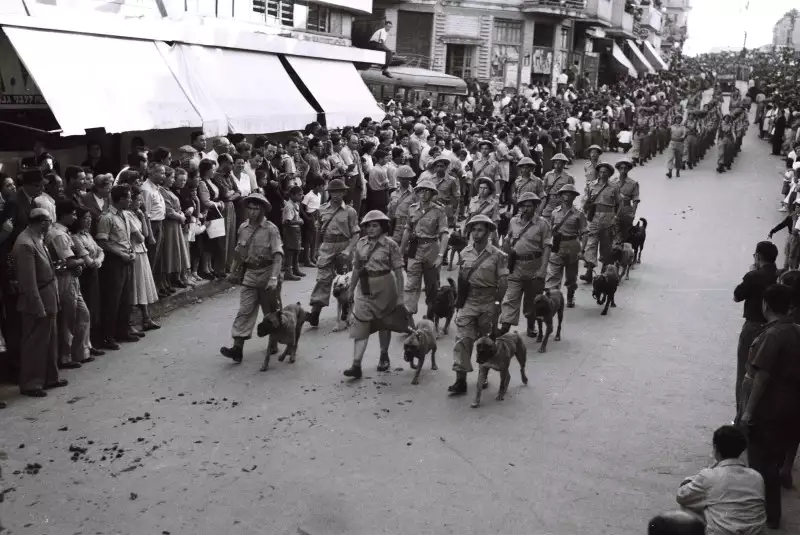
Первое кинологическое подразделение ЦАХАЛа на параде, 1949 год

В арабо-израильской войне 1947—1949 годов участвовали, по разным оценкам, от 300 до 2500 собак. Собаки, подготовленные Менцель и её учениками, спасли множество жизней, само присутствие собаки рядом с бойцом вселяло в него уверенность. Колонны армейских собак приняли участие в парадах победы в 1949 году в Тель-Авиве и Хайфе.
Рудольфина Менцель писала:

Народ Эрец Исраэль не знает всей той новаторской работы, которая велась за кулисами строительства нашей страны. Тяжёлый труд по дрессировке военных собак был незаметным. Роль собак до сих пор не признана; а они были инструментом для строительства страны, не меньшим, чем плуг, трактор, ружьё и водонапорная башня.Оригинальный текст (англ.)The people of Eretz Israel don’t know all the pioneering work that  went on behind the scenes in building our country. The hard labor that went into training military dogs was all done discreetly. To this day, the role of dogs in building our country has not been acknowledged; they were tools that built the country no less than the plow, the tractor, the gun and the water tower.

## Создание израильской кинологической системы
В ходе визита в Палестину в 1934 году первым, с кем встретилась Менцель, был филолог Нафтали-Герц Тур-Синай, профессор Еврейского университета и ведущий специалист по ивриту. Менцель планировала выпустить руководство по дрессировке на иврите и нуждалась в помощи: перевод кинологической литературы на иврит был сложной филологической проблемой, ведь в то время в языке вообще не было слов и терминов, специфических для собаководства и дрессировки собак. Поголовье собак в Палестине в начале 1930-х годов представляло собой пёструю мешанину из домашних собак, принадлежавших жёнам офицеров Британского мандата и недавним иммигрантам из Европы, в неё входили терьеры, спаниели, дворняги и разнородные группы мелких гончих, которых офицеры привозили для охоты ради развлечения. Имелась неизвестного размера популяция салюки, бережно разводимых бедуинами, а также множество местных диких собак. Несмотря на совместные усилия еврейских и британских ветеринаров, проблемы с заражением собак блохами и клещами были постоянными, часто случались вспышки бешенства. Многим не хватало денег на правильное кормление и уход, поэтому срок жизни собак был коротким. Работали несколько заводчиков разных пород собак, но разумной программы разведения не было.
В поездке весной 1937 года Менцель завершила перевод своего руководства по дрессировке и основала в Иерусалиме Палестинский клуб собаководства для надзора за разведением и дрессировкой. По её словам, ей удалось «заложить организационную основу всей системы еврейских служебных собак в стране». И до начала деятельности Менцель в Палестине имелись специалисты-кинологи, которые могли взять на себя организацию собаководства. Так, первый кинологический клуб был создан в Тель-Авиве в 1933 году, а в 1935 прошла первая выставка собак (см. видео на врезке справа). Однако связи Менцель с Хаганой обеспечили ей преимущество, и облик израильской кинологии в конечном счёте определила именно она.
Взяв за образец австрийскую и германскую кинологические системы, которые она хорошо знала, Менцель собиралась на базе Института исследования психологии собак воспроизвести европейскую модель организации собаководства и курировать всю связанную с ним деятельность в стране: регулирование разведения, обучение дрессировщиков, организацию выставок, издание кинологической литературы, ветеринарию, производство кормов и т. д. Менцель назначила себя руководителем племенной деятельности и учредила палестинскую родословную книгу, впоследствии ставшую основой для племенной книги главной кинологической организации страны. С помощью членов Палестинского клуба собаководства, число которых росло, Рудольфина начала кропотливо собирать сведения о предках всех породистых собак в Палестине в племенные книги по породам. В 1939 году она собрала почти 600 родословных, а в октябре 1945 года в книгах числились больше 2000 собак, из них 2/3 — боксёры.
В начале 1940-х годов Менцель создала Ассоциацию дрессировщиков служебных собак, прилагала силы к объединению ассоциации любителей собак Тель-Авива с недавно созданными ассоциациями Иерусалима и Хайфы.
Для этого она создала объединённую организацию — Ассоциацию любителей собак и тренеров в Палестине, DLAT. Хотя её председателем числился Мартин Голдшмидт, Менцель, уверенная, что лишь она обладает необходимыми знаниями и опытом, взяла управление всеми направлениями деятельности в свои руки, заняв должности почётного секретаря племенной книги, почётного координатора племенной работы и служебных собак. Оставив за местными ассоциациями социальные функции, в рамках DLAT Менцель регулировала разведение и продажи, чтобы обеспечить в первую очередь наиболее нуждавшихся в рабочих собаках, осуществляла надзор за квалификацией породных собак, сформировала основу для проверки рабочих качеств. Под её руководством DLAT достигла соответствия международным требованиям к кинологическим организациям и в 1945 году была принята в английский Кеннел-клуб в качестве ассоциированного члена.
На основе Института по изучению психологии собак Менцели занимались образованием кинологических кадров — кинологов, дрессировщиков, инструкторов, — которые будут непосредственно работать с собаками и владельцами и распространять кинологические знания. По всей стране, включая кибуцы, мошавы и отдалённые поселения, рассылали приглашения на курсы. Менцель сама принимала экзамены и выносила решения о выдаче свидетельств о профессии. В 1950 году Менцели организовали курсы по подготовке израильских судей для выставок и соревнований собак.

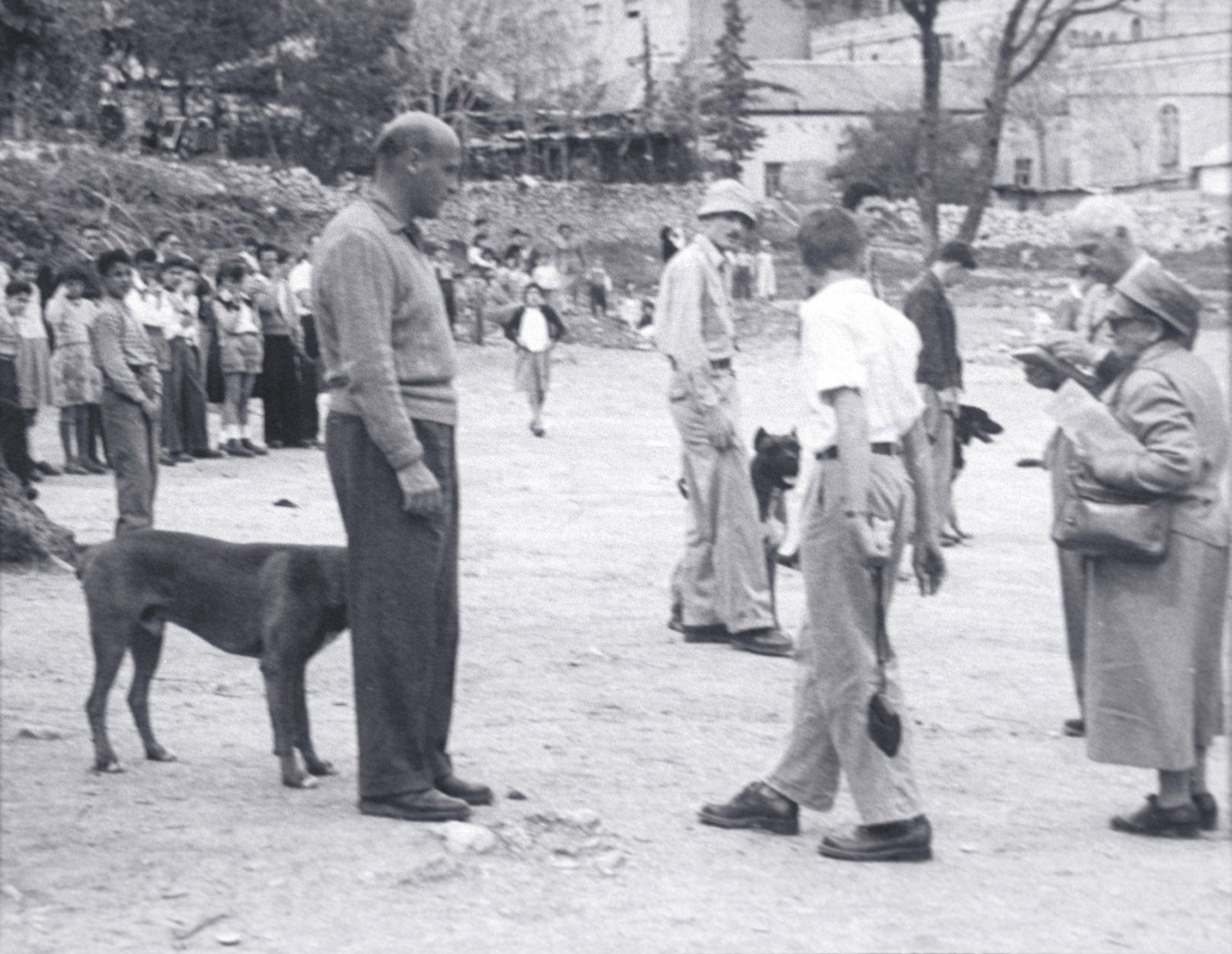
Рудольф и Рудольфина Менцель (крайние справа) — судьи на выставке собак, 1960-е

Выставки и соревнования собак были центром популяризаторской деятельности, площадкой для обмена информацией и, попутно, средством налаживания связей с руководством Британского мандата. В качестве судей приглашали представителей власти и их жён, неизменными судьями были Рудольф и Рудольфина Менцели. Выставки и соревнования собирали множество зрителей и вызывали интерес к чистопородному собаководству, хотя на местном уровне к участию допускались и беспородные собаки. Многие поселенцы считали содержание домашних питомцев буржуазной причудой, неуместной в суровых условиях жизни в Палестине. Соревнования наглядно показывали им, что служебные собаки могут приносить большую пользу сионистскому проекту, выполняя разнообразные задачи. Возрастанию интереса населения к собакам способствовали многочисленные лекции, газетные статьи и экскурсии для детей, которые обожали «маленькую толстую женщину с собаками». В середине 1940-х в Палестине стали появляться мелкие предприятия, оказывающие услуги для собак — грумеры, частные ветеринары, в Тель-Авиве заработал магазин «Всё для собак», в Петах-Тикве стали производить собачьи галеты, а в крупных аптеках можно было купить лекарство от собачьей чумы и противопаразитные средства.
В апреле 1944 года вышел первый номер давно запланированного журнала «Хакалбан» («Кинолог») для членов DLAT, главным редактором которого была сама Менцель. Журнал печатался на пишущей машинке и размножался на мимеографе. В нём размещали рекомендации по уходу за собаками, истории владельцев, вопросы и ответы, популярные и научные статьи, некрологи. Ежемесячные выпуски распространялись среди нескольких сотен подписчиков и поступали в свободную продажу. Версию на английском языке под названием Palestine Kennel Gazette Менцель рассылала знакомым в Европе и в соседних с Палестиной странах. Издание выходило до 1947 года. В передовой статье первого номера «Хакалбана» Мартин Голдшмидт, первый президент Палестинского клуба собаководов и председатель DLAT, написал:

Если бы кто-то 20 лет назад (когда я приобрел свою первую собаку в этой стране) сказал мне, что когда-нибудь здесь могут быть собачий спорт, выставки, шоу и даже собачий журнал, я бы не поверил, так же, как я не мог себе представить многое другое, что с тех пор произошло или достигнуто нами в Палестине. Кто в те дни проявлял хоть какой-то интерес к собакам, кроме некоторых англичан и нескольких «сумасшедших» евреев! Систематическое разведение вообще не практиковалось, за исключением очень небольшого количества собак пастушьих пород, а собак, которых дрессировали в этой стране либо с практической целью, то есть для помощи своим хозяевам, для работы с ними, либо из спортивного интереса, можно было пересчитать по пальцам. Сегодня имеются целые поколения собак, выращенных по самому современному методу, есть племенная книга для их регистрации, курсы обучения как собак, так и инструкторов, выставки и сообщество любителей собак, которое живо интересуется всем, что связано с собачьими делами.
Оригинальный текст (англ.)If anyone had told me 20 years ago (when I acquired my first dog in the country) that someday there would be dog sports, exhibitions, shows, and even a dog journal here, I should not have believed it, any more than I should have thought possible many other things which have since happened or been achieved by us in Palestine. Who, in those days showed any interest in dogs except for some Englishmen and a few «crazy» Jews! Systematic breeding was not practiced at all, except for the existence of a very small number of shepherd dog strains, and the dogs which were trained in this country either for a practical purpose, that is to help their masters, to work with their masters, or out of a sporting interest, could be counted on the fingers of the hands. Nowadays, there are whole generations of dogs reared by the most up-to- date method, a stud book for the registration, courses for the instructions of both dogs and leaders, exhibitions, and a dog loving community which takes an eager interest in everything connected with canine affairs.

## Ханаанская собака

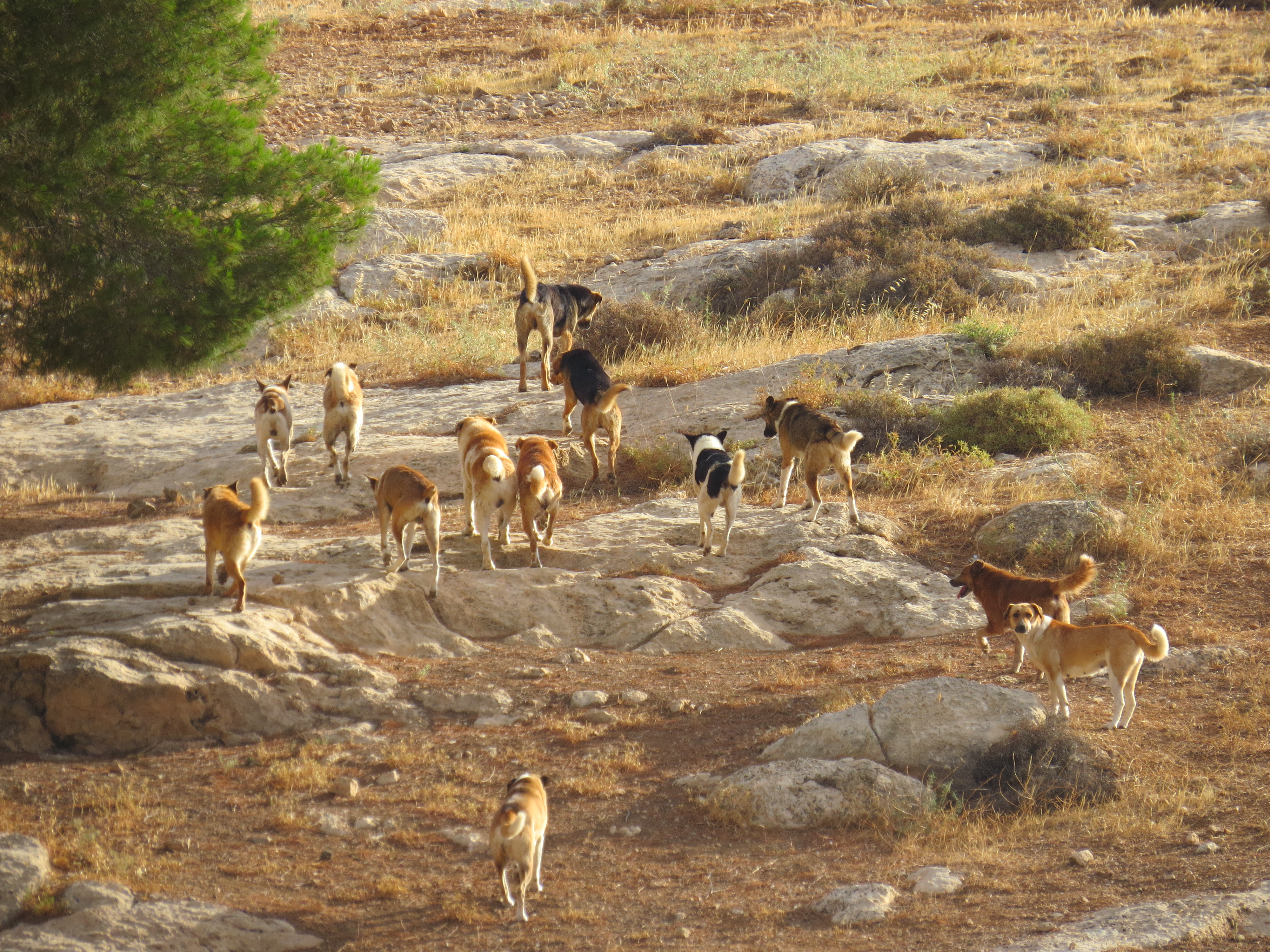
Собаки-парии в Палестине

Местными дикими собаками Менцель заинтересовалась при первом визите в Палестину в 1934 году. Чаще всего они держались поблизости от жилья и питались отбросами на свалках. Эти собаки-парии жили здесь с древних времён, свободно размножаясь. Стаи собак перемещались за стадами скота, принадлежащего бедуинам, по их ежегодному пастбищному маршруту. Иногда они получали немного еды за оповещение о приближающейся опасности и отпугивание хищников. Популяция собак сформировалась в результате естественного отбора, населяла регион обитания на протяжении тысячелетий, и поэтому была отлично приспособлена для выживания в местных условиях. Менцель пыталась приручать и использовать этих собак как служебных, и хотя впоследствии отказалась от такой практики, продолжала наблюдать их жизнь в природе.
Менцель была первым кинологом, получившим возможность длительного наблюдения за собаками-париями в их среде обитания, и её научные публикации о них вызывали большой интерес. Она предполагала, что эти собаки — возможное промежуточное звено в эволюции собак от их предка волка. В то время как другие породы собак сильно изменились под влиянием искусственного отбора, для кинологии важно, считала Менцель, иметь породу, полностью сохранившую исходные качества. Будучи специалистом по поведению собак, она надеялась, что наблюдение за естественным поведением, инстинктами, отношениями и в целом повседневной жизнью парий даст возможность понять, что такое «собака» изначально и какой она была, когда впервые решила стать партнёром человека. В этом вопросе Менцель была в авангарде научной мысли. Однако она опасалась, что в естественной среде популяция собак-парий подвергается опасности. Во-первых, чем больше было домашних собак, привезённых из-за рубежа, тем выше становился риск смешения с ними свободно размножающихся диких. Во-вторых, при реализации правительственной программы по борьбе с бешенством местные чиновники могли уничтожать целые стаи бесхозяйных собак. Менцель пришла к выводу, что сохранить местных собак для дальнейшего изучения можно только, если превратить их в новую породу.
Создание новой породы из местных популяций свободноживущих собак не было новой идеей, например, таким образом в 1930-е годы была сформирована японская национальная порода. Решение о создании породы Менцель приняла в начале 1950-х годов. Для неё были равно важны как научно-практическая цель, так и символическая — представить Израиль в кинологическом мире с национальной породой. В честь древнего названия исконного места обитания исходной популяции — земли Ханаан — порода получила название «ханаанская собака».

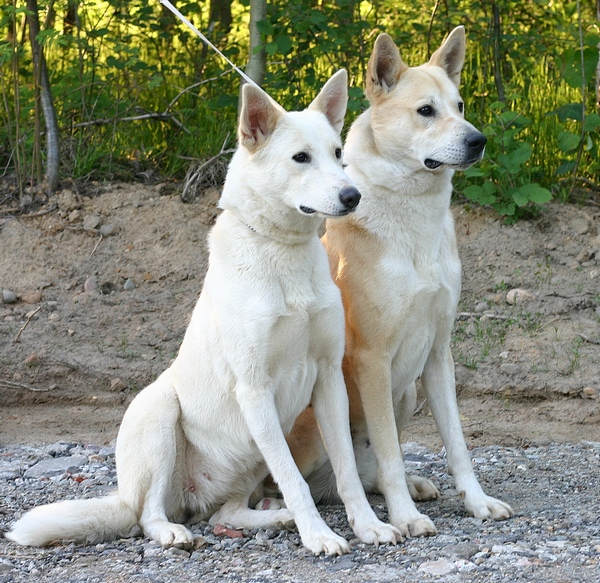
Ханаанская собака: сука и кобель

В своём доме в Кирьят-Моцкине Менцель создала питомник B’nei Habitachon («Дети безопасности») и разработала специальную программу по разведению ханаанской собаки. Она подбирала лучших, наиболее типичных представителей диких собак, скрещивала их и получала десятки помётов. Родоначальником породы стал особенно красивый дикий кобель Дугма (с ивр. — «Образец»), понадобилось много недель, чтобы заманить и приручить его. Менцель вела племенную книгу и подробные записи. Темперамент и характер всех щенков тестировались по особой, специально разработанной методике. Менцель считала, что поведение собак во многом обусловлено наследственностью, что в те годы было очень передовым взглядом, и придавала большое значение темпераменту ханаанской собаки. Она не хотела, чтобы новая порода стала лишь внешним подобием собаки-изгоя, ей важно было сохранить те характеристики породы, которые позволили ей выжить на протяжении веков. По словам Менцель, каждая такая собака может легко приспособиться к любым условиям существования — от дикого до домашнего — и будет вести себя с человеком применительно к ситуации.
В 1956 году Менцель сформулировала первый стандарт породы. В 1960 году опубликовала монографию Pariahunde («Собаки-парии»), где описала результаты своих исследований и опыт с ханаанской собакой и поместила проект стандарта породы, который лёг в основу стандарта, признанного Международной кинологической федерацией.
Рудольфина понимала важность международных связей для будущего породы. В 1965 году она отправила собак в США. Одну собаку, обученную как помощник инвалида, отправила своей подруге в Берлин. В конце 1960-х прислала собак в Англию.
Затем Менцель основала породные клубы, чтобы показывать собак на выставках и соревнованиях. В Израиле тех лет ханаанская собака популярной не стала, многие ассоциировали её с опасными бродячими собаками, однако за рубежом порода пользовалась успехом. Международная кинологическая федерация признала породу в 1966 году.
Менцель продолжала разведение ханаанской собаки, используя для этого диких собак и собак бедуинов, чтобы сохранить генетическое разнообразие, до конца жизни поддерживала отношения и вела переписку с заводчиками ханаанской собаки в разных странах. Ханаанские собаки всего мира являются потомками собак питомника Менцель и созданного Мирной Шиболет в 1970 году питомника Shaar Hagai, продолжившего программу разведения, основанную Рудольфиной Менцель.

## Избранная библиография
Все перечисленные публикации написаны в соавторстве с Рудольфом Менцелем. За годы деятельности в Австрии, Палестине и Израиле Менцели опубликовали десятки научных и популярных книг и статей.

### Книги
- Die Verwertung der Riechfähigkeit des Hundes im Dienste der Menschheit. Wissenschaftliche Grundvoraussetzungen und praktische Anleitung zur Abrichtung u. Führung von Spürhunden im Ausforschungsdienst (Обоняние собаки на службе человечества. Научные основы и практические указания по дрессировке и управлению служебными собаками в разыскной службе). — Berlin: Kameradschaft, 1930
- Praktische Anleitung für die Durchführung von Eignungsprüfungen bei den Nichtjagdhunderassen (Практические указания по проведению испытаний профпригодности собак неохотничьих пород). — Bern: Buchdruckerei Gustav Grunau, 1937
- Welpe und Umwelt (Щенок и окружающая среда). — Leipzig: Paul Schöps, 1937
- ‏חנוך כלבים ואלופם‏‎ (Воспитание и дрессировка собак). — 1939
- Observations on the Pariah Dog (Наблюдения за собаками-париями). The Book of the Dog, edited by Brian VeseyFitzgerald, pp. 968–90. — London-Brussels: Nicholson & Wattson, 1948
- Pariahunde (Собаки-парии). — Wittenberg: A. Ziemsen Verlag, 1960.
- ‏על כלבים, חתולים ושאר ידידים‏‎ (О собаках, кошках и других друзьях). — 1968

### Статьи
- Dressur oder Erziehung (Дрессировка или обучение). Unsere Hunde b. 6, № 9 (1920)
- Vom Meutenleben (Жизнь стаи). Unsere Hunde b. 10, № 14, 16, 23 (1924)
- Über die Maskierung des Hundecharakters durch die Normaldressur (О маскировке характера собаки посредством дрессировки). Unsere Hunde b. 14, № 5 (1928)
- Beobachtungen über das Abstraktionsvermögen des Hundes (Наблюдения за способностью собак абстрагироваться). Archiv für die gesamte Psychologie b. 71, № 3, 4 (1929)
- Die Bedeutung der Gesetze über Schwellenwert und Reizsummation bei der Spürarbeit des Hundes (Важность законов о пороговом значении и суммировании стимулов в сенсорной работе собаки). Journal für Psychologie und Neurologie b. 38, № 3, 4 (1929)
- Wesenserprobung, ihre theoretischen Grundlagen und ihre praktische Ausführung (Тестирование характера: теоретические основы и практическая реализация). Zeitung des Vereins für Deutsche Schäferhunde (1929).
- Über die Analyse hundlicher Charakteranlagen (К анализу особенностей характера собак). Zeitschrift der Gesellschaft für Hundeforschung (1931)
- Leistungszucht (Рабочее разведение). Der Hund, № 22 (1931)
- Tierspsychologische Voraussetzungen für die Nasenarbeit des Hundes (Психологические требования к животным при работе по запаху). Zeitschrift für Hundefreunde b. 2 (1932)
- Die Kampftechnik des Boxers (Техника боя у боксёра). Boxerblätter b. 28, № 1 (1932)
- Blut und Umwelt (Наследственность и окружающая среда). Der Hund, № 7 (1933)
- Canaan-dog und österreichischer kurzhaariger Pinscher (Ханаанская собака и австрийский короткошёрстный пинчер). Unsere Hunde 28, № 7/8 S. 2-3 (1951)
- Angeborene und erworbene Schemata beim Haushund (Врождённые и приобретённые паттерны у домашней собаки). Unsere Hunde b. 31, № 6 S. 2-8; № 7/8 S. 2-7 (1954)
- Vom Paria zum Canaan Dog (От парии до ханаанской собаки). Schweizer Hundesport, № 9 (1957)
- Erfahrungen über Hundezucht und Hundehaltung im subtropischen Klima (Опыт разведения и содержания собак в субтропическом климате). Unsere Hunde b. 41, № 3 S. 4-9 (1964)